# Distylium indicum
Distylium indicum là một loài thực vật có hoa trong họ Hamamelidaceae. Loài này được Benth. ex C.B.Clarke miêu tả khoa học đầu tiên năm 1878.